# Bluesky
Bluesky, abreviado bsky y también conocida como Bluesky Social, es una red social de microblogueo, nacida de y descrita como «similar a Twitter» accesible a través de un navegador web o una aplicación para iOS y Android.
Surgió de una iniciativa de 2019 dentro de Twitter para desarrollar lo que se describió como un «protocolo de red social descentralizado», ahora conocido como Protocolo AT, sobre el que basar la plataforma. Bluesky es independiente de Twitter desde 2021, año en que contrató a sus primeros empleados propios.
Jay Graber es la actual directora ejecutiva de la compañía, mientras que Jack Dorsey, impulsor de la plataforma y cofundador de Twitter, ya no es miembro de la junta directiva de Bluesky desde mayo de 2024.

## Historia del servicio
Bluesky se describió en 2021 como una iniciativa para desarrollar un protocolo de red social descentralizado, donde múltiples redes sociales, cada una con sus propios sistemas de curación y moderación, interactuarían con otras redes sociales a través de un estándar abierto. Cada red social que utilice este protocolo se denominaría «aplicación», de forma similar a un Cliente de correo electrónico o al funcionamiento del Fediverso. A partir de 2023, Bluesky opera su propia red oficial llamada Bluesky Social, un servicio centralizado que se ejecuta en software propietario para sus servidores y aplicaciones de clientes, mientras que parte de la implementación del protocolo se ha publicado bajo licencia MIT. En 2022 se clarificó que ni el protocolo ni la red social utilizaban tecnología blockchain.
Las publicaciones en la plataforma han sido apodadas 'skeets' (un acrónimo de 'sky' y 'tweet') por los usuarios frecuentes, a pesar de que la directora ejecutiva Jay Graber les ruega a los usuarios que no las llamen así. El término oficial en inglés es Post (publicación).
El Experimento de Datos Autenticados (ADX, del inglés Authenticated Data Experiment) fue el primer lanzamiento temprano del protocolo de Bluesky ocurrido a mediados de 2022. Utilizaba repositorios de datos personales, destinados a ser controlados por usuarios individuales, que las redes sociales admitirían opcionalmente. El propósito declarado era permitir que los usuarios publicaran mensajes sin afectar necesariamente su visibilidad para otros usuarios, ya que el almacenamiento principal de los datos permanecería en el repositorio de datos personales mientras que las redes manejarían la distribución a otros usuarios.  Esta distinción se describió más tarde en ATP FAQ como una división entre las capas de «voz» y «alcance». Bluesky lanzó una versión simplificada como 'Protocolo AT' en octubre de 2022 junto con la documentación técnica.
Bluesky inició una lista de espera en octubre de 2022 para un servicio que usaría el protocolo.  En el momento del lanzamiento, Bluesky solo abordaba la interoperabilidad y no había explicado cómo abordaría la moderación y la monetización de la plataforma.  En febrero de 2023, la aplicación Bluesky se lanzó para iOS como una versión beta solo por invitación, y el servicio solo estaba disponible para los usuarios que habían recibido un código de invitación, ya sea de la propia empresa o de un usuario existente. Al revisar la aplicación, TechCrunch la describió como «una experiencia funcional, aunque bastante básica, similar a Twitter». Más tarde, en abril de 2023, se lanzó para Android.
Tras el lanzamiento de la aplicación para Android, la red social alcanzó unos 50.000 usuarios en abril de 2023. El lanzamiento reveló problemas técnicos, incluido un error que generaba notificaciones incorrectas.
El servicio estuvo disponible solo por invitación hasta el 6 de febrero de 2024, fecha en la que se abrieron los registros para todo el mundo.
El 31 de agosto de 2024, Bluesky informó que recibió un millón de usuarios proveniente de Brasil en los últimos tres días. Esto a causa de la suspensión de la red social «X» por cuenta del Tribunal Supremo Federal ante el desacato de Elon Musk, actual dueño de X Corp.
En la Navidad de 2024, Bluesky introdujo una nueva función de trending topics (temas tendencia) en fase de prueba. Esta característica, accesible globalmente, se encuentra en la barra lateral derecha de la versión de escritorio y en el botón de búsqueda de la aplicación móvil. Por ahora, solo está disponible en inglés. Los usuarios pueden desactivarla en Configuración > Contenido y Medios, desmarcando "Habilitar temas tendencia". Bluesky respeta las palabras silenciadas por los usuarios en esta función. Con más de 25 millones de usuarios, la red social considera esta como la primera versión de la característica y promete futuras mejoras.
El 21 de abril de 2025, se introdujo además de la verificación por dominio, donde un usuario puede establecer su nombre de usuario, el @, como la dirección de su página web (Ejemplo: La cuenta oficial de Bluesky tiene como nombre de usuario su propio dominio @bsky.app y no termina en el dominio por defecto bsky.social:  @bluesky.bsky.social), otra forma de verificación más visual.
Esta forma de verificación consisten en 2 tipos de checks azules, uno con bordes festoneados, es decir en forma de ondas y otro totalmente circular. 
Los checks festoneados son denominados trusted verifiers, verificadores de confianza y pueden verificar a otras cuentas otorgándoles el check azul redondo. 
Cuando un usuario hace clic en cualquier perfil con un check éste mostrará un mensaje diciendo quién ha verificado la cuenta o si es un verificador de confianza.

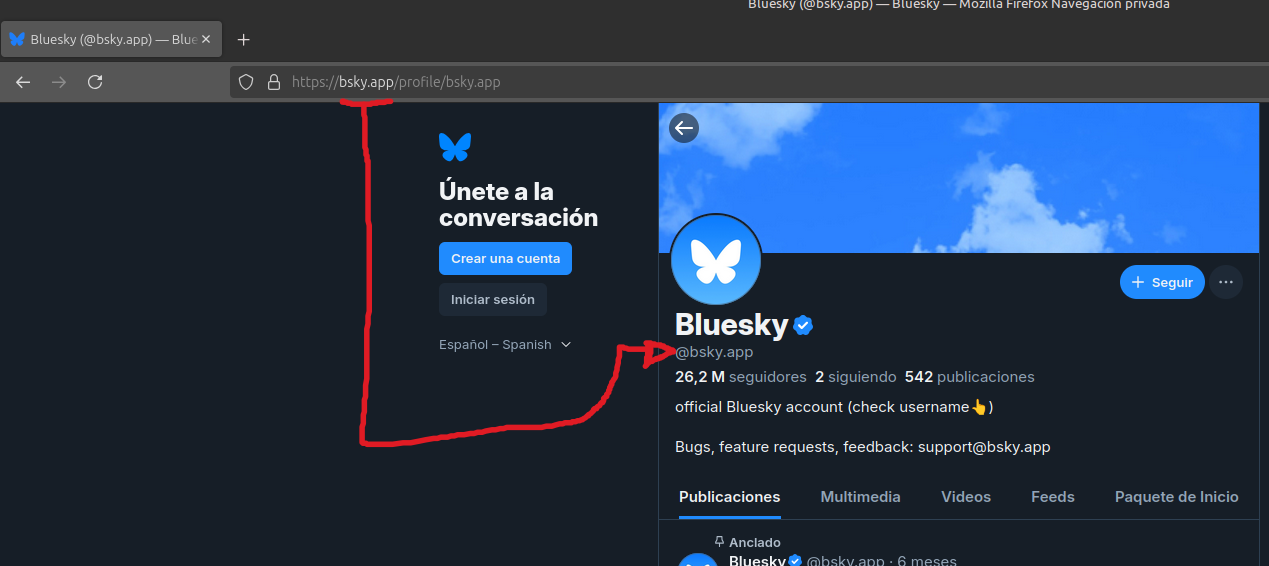
Cuenta oficial de Bluesky verificada con su propio dominio bsky.app el @ de la cuenta y la dirección web coinciden

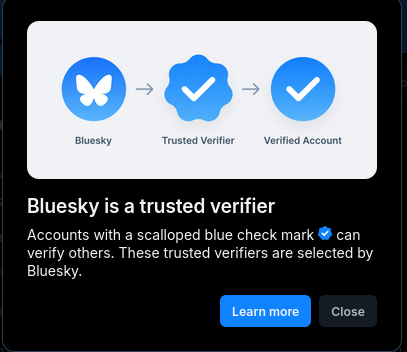
La cuenta oficial de bluesky es un verificador de confianza tiene la marca de verificación festoneada

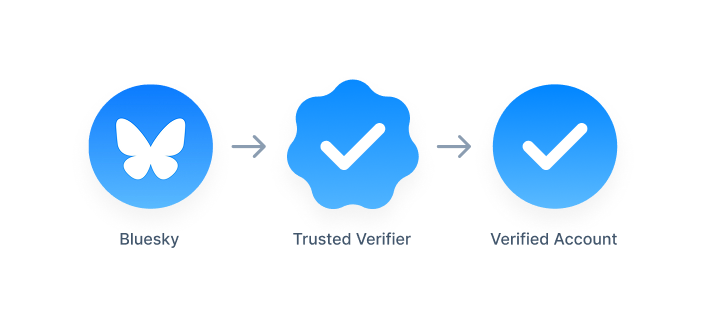
Bluesky otorga marcas de verificación festoneadas, con ondas a los verificadores de confianza y éstos pueden verificar a las cuentas

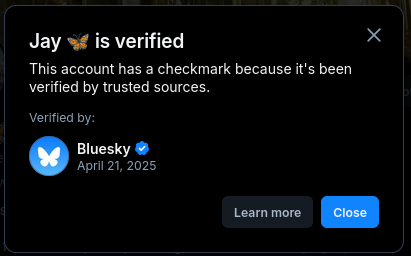
Modal que aparece si haces clic en un check redondo. En este caso es la cuenta de Jay Graber CEO de bluesky, donde se explica quién la ha verificado, en este caso la cuenta de Bluesky

## Historia de la compañía

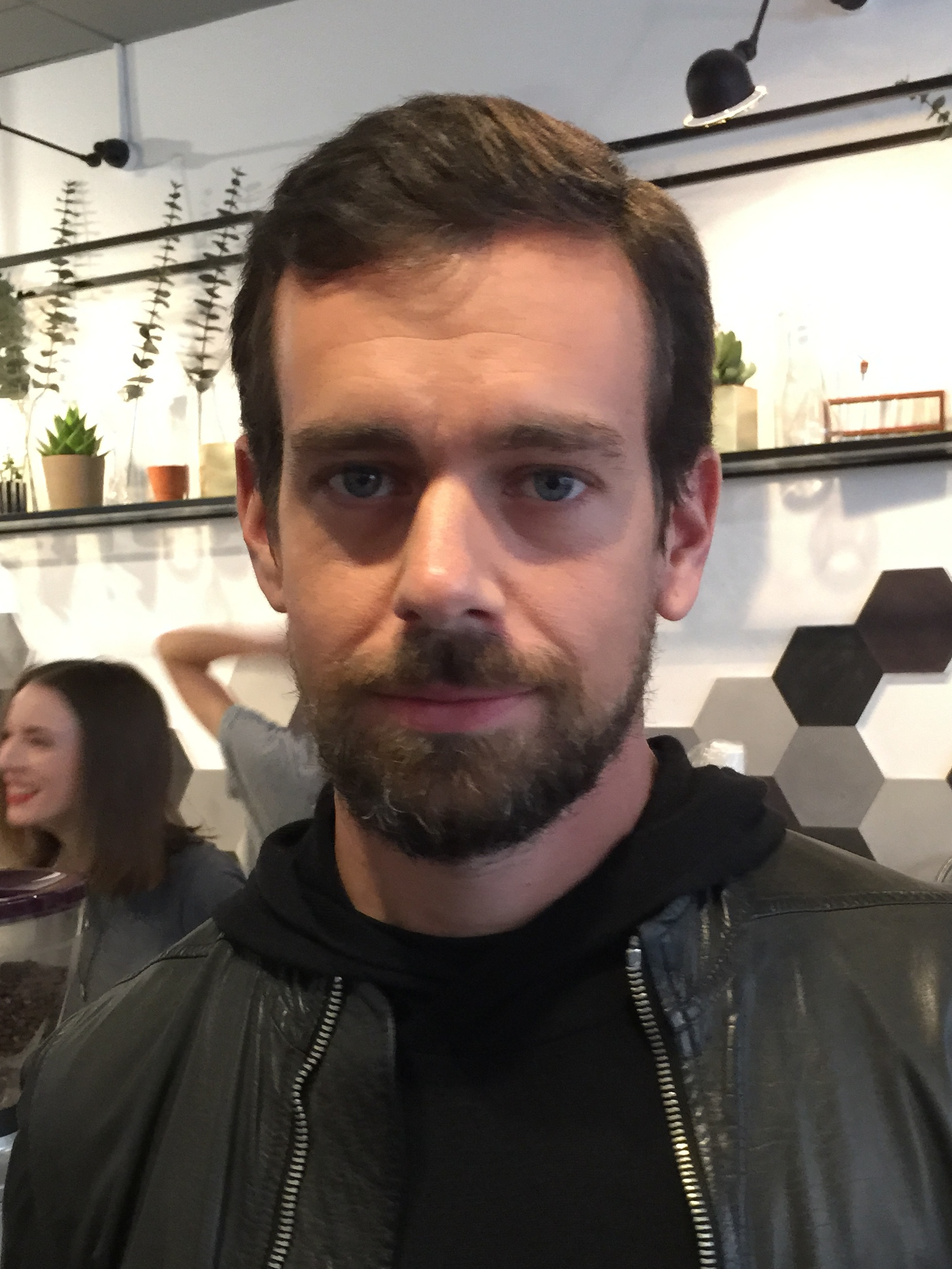
Jack Dorsey, cofundador de Twitter y Square, en Londres en noviembre de 2014.

El entonces director ejecutivo de Twitter, Jack Dorsey, anunció por primera vez la iniciativa Bluesky en 2019 en Twitter. El director de tecnología de la compañía (y luego director ejecutivo), Parag Agrawal, fue su gerente, invitó a los miembros iniciales del grupo de trabajo a principios de 2020. En esta reunión participaron representantes de plataformas descentralizadas del Fediverso basadas en ActivityPub, como Mastodon. Se coordinó a través del mayor software descentralizado de chat, Element. Twitter encargó a Jay Graber, de la red social descentralizada Happening, que redactara un informe técnico del panorama de las redes sociales descentralizadas. Fue contratada para liderar Bluesky en agosto de 2021. Bluesky se incorporó formalmente a fines de 2021 como una LLC de beneficio público, separada de Twitter.
Los ejecutivos de Twitter aprobaron el alcance y los objetivos de la iniciativa, que incluyen lo que debe abarcar el propio protocolo y lo que debe dejarse a las aplicaciones (las redes sociales construidas sobre el estándar). Algunos de estos objetivos incluyen permitir que las aplicaciones personalicen su sistema de moderación, hacer que las aplicaciones sean responsables del cumplimiento y las solicitudes de eliminación, y evitar que los algoritmos de viralidad refuercen la controversia y la indignación moral. El grupo de trabajo no tenía un consenso común con respecto a estos objetivos, por lo que Twitter decidió presentar propuestas individuales, que iban desde reforzar los estándares existentes hasta respaldar la interoperabilidad estándar, dejando que los datos de uso decidan dónde invertir. A principios de 2021, Bluesky se encontraba en una fase de investigación, con 40 a 50 personas de la comunidad de tecnología descentralizada activas en la evaluación de opciones y la elaboración de propuestas para el protocolo. Los primeros tres empleados de Bluesky fueron contratados en marzo de 2022. Casi al mismo tiempo, Dorsey reconoció el lento progreso de Bluesky. El primer post fue publicado el 16 de noviembre de 2022 por el desarrollador Paul Frazee.
La división blockchain de Twitter, recientemente anunciada en noviembre de 2021, planeaba trabajar con la iniciativa Bluesky. El jefe de división renunció durante la adquisición de Twitter por parte de Elon Musk a fines de 2022. Las pérdidas de personal hicieron que el futuro del equipo no estuviera claro. La adquisición de Musk no afectó de inmediato las operaciones de Bluesky, como entidad separada, pero sí a su financiación a largo plazo. Bluesky había recibido 13 millones de dólares de Twitter por la oferta inicial de Musk en abril de 2022. Adi Robertson para The Verge escribió que incluso con la independencia de Bluesky, la propiedad de Twitter por parte de Musk haría de Bluesky un proyecto fácil de desfinanciar, ya que sus principales defensores ejecutivos abandonaron Twitter.
El 5 de julio de 2023, Bluesky anunció que había recaudado 8 millones de dólares en una ronda de financiación inicial. La ronda inicial fue liderada por Neo, una firma con socios como el cofundador de Code.org Ali Partovi y la ex PM de Twitter Suzanne Xie, e incluyó a otros inversores como Joe Beda (cocreador de Kubernetes), Bob Young de Red Hat, Amjad Masad de Replit, Amir Shevat, Heather Meeker, Jeromy Johnson y Automattic. Bluesky planea utilizar los fondos para hacer crecer su equipo, gestionar las operaciones, pagar los costes de infraestructura y desarrollar la tecnología AT Protocol sobre la que funciona.
El 13 de noviembre de 2023, Bluesky tenía más de 2 millones de usuarios registrados.37 días más tarde, el 9 de enero de 2024, Bluesky alcanzó 3 millones de usuarios registradosy 8,9 millones de usuarios registrados el 5 de septiembre de 2024.
Bluesky anunció el 21 de diciembre de 2023 que sus mensajes podrán verse públicamente en su sitio web sin iniciar sesión en la web. Al ser una red abierta, las cuentas pueden optar por no mostrar sus publicaciones a usuarios que no hayan iniciado sesión pero puede ser que aplicaciones de terceros, diferentes a la aplicación oficial no respeten esta opción.
En mayo de 2024, Jack Dorsey abandono la junta directiva de Bluesky.

## Protocolo AT
A pesar de que Bluesky se promociona como una red abierta debido al protocolo AT, la ausencia de otros actores que lo usen así como las características técnicas de este han llevado a algunos a criticar la plataforma y caracterizarla como demasiado similar al modelo de Twitter.